# Chace Crawford
Christopher Chace Crawford (sinh ngày 18 tháng 7 năm 1985) là nam diễn viên người Mỹ. Anh được biết đến nhất với vai Nate Archibald trong Gossip Girl trên kênh The CW.

## Tiểu sử
Crawford được sinh ra tại Lubbock, Texas Cha anh là ông Chris, bác sĩ da liễu và mẹ anh, bà Dana làm giáo viên. Anh có một em gái là Hoa hậu bang Missouri Mỹ, Candice Crawford. Crawford theo đạo Baptist Nam phương. Khi cha anh học ở trường y, Crawford sống ở Bloomington, Minnesota trong 4 năm và theo học trườn tiểu học Ridgeview.
Khi cha anh hoàn tất chương trình học, gia đình anh lại chuyển về Texas và định cử ở Plano, ngoại ô Dallas. Anh từng được chẩn đoán mắc hội chứng Rối loạn tăng động giảm chú ý khi còn bé.
Trong suốt thời trung học, Crawford làm việc tại một cửa hiệu của Abercrombie & Fitch và là người mẫu cho Hollister. Anh tốt nghiệp trung học tại Học viện Công giáo Trinity (Addison, Texas) năm 2003.
Sau khi tốt nghiệp, Crawford theo học Đại học Pepperdine, học về báo chí tuyên truyền và tiếp thị nhưng đã thôi học sau vài học kỳ để tập trung vào công việc diễn xuất. Anh từng làm công việc phục vụ mở cửa xe tạm thời để kiếm sống.